# Natação nos Jogos Olímpicos de Verão de 2012 - 200 m borboleta feminino
A competição dos 200 metros borboleta feminino da natação nos Jogos Olímpicos de Verão de 2012 foi disputada nos dias 31 de julho e 1 de agosto no Centro Aquático de Londres.

## Medalhistas
| Ouro   | CHN Jiao Liuyang    |
| Prata  | ESP Mireia Belmonte |
| Bronze | JPN Natsumi Hoshi   |

## Recordes
Antes desta competição, os recordes mundiais e olímpicos da prova eram os seguintes:
| Tipo | Atleta   | Tempo   | Local  | Data                  |
| ---- | -------- | ------- | ------ | --------------------- |
|      | Liu Zige | 2:01.81 | Jinan  | 21 de outubro de 2009 |
|      | Liu Zige | 2:04.18 | Pequim | 14 de agosto de 2008  |

Os seguintes recordes mundiais ou olímpicos foram estabelecidos durante esta competição:
| Data        | Evento | Atleta           | Tempo   | Notas            |
| ----------- | ------ | ---------------- | ------- | ---------------- |
| 1 de agosto | Final  | CHN Jiao Liuyang | 2:04.06 | Recorde olímpico |

## Resultados

### Eliminatórias
| Pos. | Elim. | Raia | Nadadora               | CON                | Tempo   | Notas            |
| ---- | ----- | ---- | ---------------------- | ------------------ | ------- | ---------------- |
| 1    | 4     | 6    | Kathleen Hersey        | USA Estados Unidos | 2:06.41 | Q                |
| 2    | 3     | 4    | Jiao Liuyang           | CHN China          | 2:07.15 | Q                |
| 3    | 4     | 5    | Jemma Lowe             | GBR Grã-Bretanha   | 2:07.64 | Q                |
| 4    | 3     | 6    | Katinka Hosszú         | HUN Hungria        | 2:07.75 | Q                |
| 5    | 4     | 3    | Zsuzsanna Jakabos      | HUN Hungria        | 2:07.79 | Q                |
| 6    | 2     | 4    | Natsumi Hoshi          | JPN Japão          | 2:08.04 | Q                |
| 7    | 2     | 6    | Judit Ignacio Sorribes | ESP Espanha        | 2:08.14 | Q                |
| 8    | 3     | 3    | Cammile Adams          | USA Estados Unidos | 2:08.18 | Q                |
| 9    | 2     | 5    | Mireia Belmonte        | ESP Espanha        | 2:08.19 | Q                |
| 10   | 2     | 7    | Choi Hye-Ra            | KOR Coreia do Sul  | 2:08.45 | Q                |
| 11   | 4     | 4    | Liu Zige               | CHN China          | 2:08.72 | Q                |
| 12   | 2     | 3    | Jessicah Schipper      | AUS Austrália      | 2:08.74 | Q                |
| 13   | 3     | 2    | Martina Granström      | SWE Suécia         | 2:08.94 | Q                |
| 14   | 4     | 1    | Anja Klinar            | SLO Eslovênia      | 2:09.24 | Q                |
| 15   | 2     | 2    | Audrey Lacroix         | CAN Canadá         | 2:09.25 | Q                |
| 16   | 4     | 2    | Otylia Jędrzejczak     | POL Polônia        | 2:09.33 | Q                |
| 17   | 3     | 5    | Ellen Gandy            | GBR Grã-Bretanha   | 2:09.92 |                  |
| 18   | 1     | 5    | Ingvild Snildal        | NOR Noruega        | 2:10.99 | Recorde nacional |
| 19   | 4     | 7    | Katerine Savard        | CAN Canadá         | 2:11.05 |                  |
| 20   | 3     | 7    | Samantha Hamill        | AUS Austrália      | 2:11.07 |                  |
| 21   | 3     | 8    | Denisa Smolenová       | SVK Eslováquia     | 2:11.10 |                  |
| 22   | 1     | 3    | Andreina Pinto         | VEN Venezuela      | 2:11.23 | Recorde nacional |
| 23   | 4     | 8    | Rita Medrano           | MEX México         | 2:11.42 |                  |
| 24   | 1     | 4    | Sara Oliveira          | POR Portugal       | 2:11.54 |                  |
| 25   | 2     | 1    | Martina van Berkel     | SUI Suíça          | 2:12.25 |                  |
| 26   | 3     | 1    | Joanna Maranhão        | BRA Brasil         | 2:13.17 |                  |
| 27   | 2     | 8    | Emilia Pikkarainen     | FIN Finlândia      | 2:13.81 |                  |
| 28   | 1     | 6    | Cheng Wan-Jung         | TPE Taipé Chinês   | 2:14.29 |                  |

### Semifinal

#### Semifinal 1
| Pos. | Raia | Nadadora           | CON                | Tempo   | Notas |
| ---- | ---- | ------------------ | ------------------ | ------- | ----- |
| 1    | 4    | Jiao Liuyang       | CHN China          | 2:06.10 | Q     |
| 2    | 3    | Natsumi Hoshi      | JPN Japão          | 2:06.37 | Q     |
| 3    | 6    | Cammile Adams      | USA Estados Unidos | 2:07.33 | Q     |
| 4    | 5    | Katinka Hosszú     | HUN Hungria        | 2:07.69 |       |
| 5    | 1    | Anja Klinar        | SLO Eslovênia      | 2:07.84 |       |
| 6    | 7    | Jessicah Schipper  | AUS Austrália      | 2:08.21 |       |
| 7    | 2    | Choi Hye-Ra        | KOR Coreia do Sul  | 2:08.32 |       |
| 8    | 8    | Otylia Jędrzejczak | POL Polônia        | 2:13.09 |       |

#### Semifinal 2
| Pos. | Raia | Nadadora               | CON                | Tempo   | Notas            |
| ---- | ---- | ---------------------- | ------------------ | ------- | ---------------- |
| 1    | 4    | Kathleen Hersey        | USA Estados Unidos | 2:05.90 | Q                |
| 2    | 2    | Mireia Belmonte        | ESP Espanha        | 2:06.62 | Q                |
| 3    | 3    | Zsuzsanna Jakabos      | HUN Hungria        | 2:06.82 | Q                |
| 4    | 7    | Liu Zige               | CHN China          | 2:06.99 | Q                |
| 5    | 5    | Jemma Lowe             | GBR Grã-Bretanha   | 2:07.37 | Q                |
| 6    | 1    | Martina Granström      | SWE Suécia         | 2:07.83 | Recorde nacional |
| 7    | 8    | Audrey Lacroix         | CAN Canadá         | 2:08.00 |                  |
| 8    | 6    | Judit Ignacio Sorribes | ESP Espanha        | 2:08.96 |                  |

### Final
| Pos.              | Raia | Nadadora          | CON                | Tempo   | Notas            |
| ----------------- | ---- | ----------------- | ------------------ | ------- | ---------------- |
| Medalha de ouro   | 5    | Jiao Liuyang      | CHN China          | 2:04.06 | Recorde olímpico |
| Medalha de prata  | 6    | Mireia Belmonte   | ESP Espanha        | 2:05.25 | Recorde nacional |
| Medalha de bronze | 3    | Natsumi Hoshi     | JPN Japão          | 2:05.48 |                  |
| 4                 | 4    | Kathleen Hersey   | USA Estados Unidos | 2:05.78 |                  |
| 5                 | 1    | Cammile Adams     | USA Estados Unidos | 2:06.78 |                  |
| 6                 | 8    | Jemma Lowe        | GBR Grã-Bretanha   | 2:06.80 |                  |
| 7                 | 2    | Zsuzsanna Jakabos | HUN Hungria        | 2:07.33 |                  |
| 8                 | 7    | Liu Zige          | CHN China          | 2:07.77 |                  |

Legenda
| Recorde mundial      | Recorde mundial (World record)               |                       | Recorde africano                      | Recorde africano (African) |                                           | Q | Classificado por posição (Qualified) |
| Recorde olímpico     | Recorde olímpico (Olympic record)            | Recorde da América    | Recorde da América (Americas)         | q                          | Classificado por melhor tempo (Qualified) |   |                                      |
| Melhor marca do ano  | Melhor marca do ano (World leading)          | Recorde asiático      | Recorde asiático (Asian)              | DNS                        | Não largou (Did not start)                |   |                                      |
| Recorde nacional     | Recorde nacional (National record)           | Recorde europeu       | Recorde europeu (European)            | DNF                        | Não terminou (Did not finish)             |   |                                      |
| Recorde pessoal      | Recorde pessoal do atleta (Personal best)    | Recorde da Oceania    | Recorde da Oceania (Oceania)          | DSQ / DQ                   | Desclassificado (Disqualified)            |   |                                      |
| Recorde da temporada | Recorde da temporada do atleta (Season best) | Recorde sul-americano | Recorde sul-americano (South America) | NM                         | Sem marca (No mark)                       |   |                                      |